# Lladre (pel·lícula)
Lladre (títol original: Thief) és una pel·lícula estatunidenca de Michael Mann dirigida l'any 1981. El guió, escrit pel director, és una adaptació de la novel·la negra The Home Invaders de Frank Hohimer. Ha estat doblada al català.

## Argument
A Chicago, Frank, bandit d'alta volada, pacta amb un cap mafiós sense fe ni llei, amb l'esperança d'aconseguir realitzar el seu somni, fundar una família.

## Producció

### Adaptació
La pel·lícula està basada en la novel·la The Home Invaders: Confessions of a Cat Burglar de Frank Hohimer, nom de John Seybold (1923-2005), un lladre de joies. Aquesta obra és d'alguna manera el manual del perfecte robatori.

### Començaments
Lladre és el primer llargmetratge de Michael Mann. Com un home lliure, dirigida dos anys abans i sovint considerada com el seu primer llargmetratge, és de fet un telefilm. Lladre és la primera pel·lícula de l'actor Bruce A. Young, que interpreta aquí un dels mecànics. D'altra banda, James Belushi, no acreditat en Furie, fa oficialment la seva estrena a la pantalla gran. Es tracta igualment del primer paper al cinema de Robert Prosky, llavors amb 50 anys, que era un actor reputat de teatre i de televisió.

### Música
La banda original de la pel·lícula va ser composta pel grup alemany de música electrònica Tangerine Dream.

## Repartiment
- James Caan: Frank
- Tuesday Weld: Jessie
- Robert Prosky: Leo
- Willie Nelson: Okla
- James Belushi: Barry
- Dennis Farina: Carl
- William L. Petersen: el gerent del bar Katz & Jammer
- Michael Paul Chan: el cambrer al restaurant xinès
- John Kapelos: un mecànic
- Bruce A. Young: un mecànic

## Rebuda
Lladre va rebre una rebuda de la crítica favorable, obtenint el 95% de parers favorables en el lloc Rotten Tomatoes, basat en vint comentaris recollits i una nota mitjana de 7.6/10. El crític de cinema Roger Ebert li atribueix la nota de 3.5/4 afegint « És una d'aquestes pel·lícules on sentiu immediatament el poder: aquesta pel·lícula coneix els seus personatges, coneix la seva història i sap exactament que vol dir-nos. »

## Premis
Festival de Canes 1981
En competició oficial per la Palma d'or
Razzie Awards 1982
Nomenament al Razzie Award a la pitjor banda original per Tangerine Dream